# 埃爾科 (明尼蘇達州聖路易斯縣)
埃爾科（英語：Elcor）是位於美國明尼蘇達州聖路易斯縣的一個鬼鎮。

## 地理
埃爾科所處的海拔為高於海平面470米（即1542英呎），而該地所採用的時區為UTC-6，即北美中部時區（CST）。同時該地設有夏令時間，為UTC-6調快一小時，即UTC-5（CDT）。